# 43806 Огюстпіккар
43806 Огюстпіккар (43806 Augustepiccard) — астероїд головного поясу, відкритий 13 вересня 1991 року.
Тіссеранів параметр щодо Юпітера — 3,469.